# FBM (azienda)
La FBM, acronimo di Fabbrica Bolognese Motocicli, era una casa motociclistica ubicata in Bologna; fu fondata nel 1951 da Franco Morini, nipote di Alfonso Morini, e Vittorio Minarelli: due tecnici destinati a dimostrarsi come gl’imprenditori italiani di maggior successo nel campo della produzione "duetempistica" dal dopoguerra in poi.

## Storia
La FBM nacque per produrre motocicli e propulsori conto terzi. Nel primo anno di attività, l'azienda contava 7 addetti, compresi i due fondatori, ed un unico cliente, la Guazzoni di Milano, che aveva commissionato la costruzione di un modello 250 cc e di un modello da 125 cc a due tempi, nelle versioni Turismo, Sport e Super Sport.
La FBM realizzo circa 50 pezzi del primo modello e circa 500 del secondo, nei vari allestimenti, ma l'irregolarità e l'insicurezza degli ordinativi spinsero i soci a tentare la produzione autonoma delle motociclette, affiancandola a quella conto terzi.
La produzione con marchio FBM iniziò, nel 1952, con la motoleggera "Gabbiano", dotata di motore 125 cm³ a due tempi montato a sbalzo su un telaio tubolare monotrave. Successivamente fu la volta della "Vampire", questa dotata di motore da 200 cm³ ciclo Otto.
Nel 1955, visto il generale apprezzamento verso le motorizzazioni e considerata la moltitudine di piccole case costruttrici-assemblatrici che nascevano in quegli anni, la FBM si cimentò anche nel produrre motori ciclo Otto da 175 cm³ da fornire a terzi e soprattutto motori a due tempi da 50 cm³. Nacque così il "Pettirosso"; un motore 2T a due marce con comando a filo, destinato a divenire il propulsore per ciclomotori di maggior diffusione in Europa, seguito dalla versione a 3 marce denominata "P3". All'evoluzione di quest'ultimo partecipò, quale giovane assistente di Minarelli, anche il futuro imprenditore motociclistico Erio Testi.
Verso la fine del 1956, i fondatori decisero di separarsi in seguito a mai chiarite "divergenze", probabilmente dovute alle comprensibili difficoltà di convivenza, in un'unica azienda, di due simili talenti tecnici e imprenditoriali. Nell'accordo di separazione i due ex-soci stabilirono di spartirsi la clientela acquisita, senza attuare reciproca concorrenza per 12 mesi. A Morini toccò la Beta, il cliente più importante, e a Minarelli tutti gli altri, visto che per numero di ordinativi le due porzioni si equivalevano.
Dopo una breve fase di coabitazione, Morini si trasferì in località Zola Predosa per dare vita alla "Morini Franco Motori", mentre Minarelli rimase nell'azienda primigenia che ribattezzò "FB Minarelli",. Entrambe le nuove aziende si specializzarono nella costruzione di motori di piccola cilindrata a due tempi, ottenendo un ampio e meritato successo e divenendo, nel giro di pochissimi anni, due veri colossi industriali della produzione "duetempistica" mondiale.